# Làser Blau

El pou quàntic, amb nitrur de gal·li, es fa servir per als làsers blaus

Un làser blau-violat o làser blau (en anglès:blue laser) és un làser que emet radiació electromagnètica a una longitud d'ona entre 360 i 480 nanòmetres, que els ulls humans veuen com de color blau o violat.
Els feixos blaus es produeixen per làsers gasosos fent servir Heli-Cadmi a 441.6 nm i ió-argó- a 458 i 488 nm. Els diodes làser semiconductors amb feixos blaus típicament estan basats en nitrur de gal·li (III) (GaN; violet color) o nitrur de gal·li indi (sovint de veritable color blau, però també capaç de produir altres colors).
Els làsers blaus s'utilitzen per exemple en els discs Blu-ray. També tenen altres aplicacions que van des de l'emmagatzemament optoelectrònic de dades fins aplicacions mèdiques.

## Història
L'any 1992 l'inventor japonès Shuji Nakamura va inventar el primer LED blau eficient i, quatre anys més tard, el primer làser blau. Nakamura va utilitzar el material dipositat en un substrat de safir, malgrat que el nombre de defectes encara era massa alt (10⁶–10¹⁰/cm²) per a construir un làser d'alta energia.
Actualment, els làsers blaus usen una superfície de safir coberta amb una capa de nitrur de gal·li.).
Pel seu treball, Nakamura va rebre el premi “Millennium Technology Prize” el 2006.

## Aplicacions
Els camps d'aplicació inclouen:
- Aparells de reproducció d'alta definició en discs Blu-ray
- Projectors Casio i DLP
- Telecomunicacions
- Tecnologia de la informació
- Monitoratge mediambiental
- Equipament electrònic
- Diagnosi mèdica
- Micro projectors
- Aparells de levitació magnètica